# ГЕС Хополі
ГЕС Хополі (англ. Khopoli) — гідроелектростанція в центральній частині Індії у штаті Махараштра. Використовує деривацію ресурсу з річки Індраяні, правої притоки Бхіми, яка, своєю чергою, є лівою притокою Крішни (впадає до Бенгальської затоки на східному узбережжі країни).
Гідроенергетична схема станції Khopoli використовує різний рельєф протилежних сторін гірської системи Західних Гатів, яка тягнеться в меридіональному напрямку уздовж узбережжя Махараштри. Їх похилий східний схил зокрема дренується річками басейну Крішни, котрі в підсумку несуть воду на східне узбережжя країни. Водночас західний схил вирізняється стрімким похилом в бік розташованого неподалік Аравійського моря. Як наслідок, деривація ресурсу з басейну Крішни всього за кілька кілометрів через вододільний хребет дає змогу отримати гідроенергетичну схему з великим напором.
Накопичення ресурсу для роботи станції здійснюється за допомогою кількох гребель гравітаційного типу, зведених у верхів'ях Індраяні, як-от:
- Шірвата (споруджена в 1920 році), висотою 39 метрів та довжиною 2212 метрів, яка потребувала 460 тис. м3 матеріалу. Вона перекрила долину центрального витоку Індраяні та утворила сховище з площею поверхні 13 км2 та об'ємом 186 млн м3;

- Валван (завершена в 1916-му), зведеної на струмку, що впадає ліворуч до правого витоку Індраяні. Ця споруда висотою 26 метрів та довжиною 1356 метрів потребувала 182 тис. м3 матеріалу та утримує сховище з площею поверхні 14,3 км2 та об'ємом 73 млн м3. Як і згадана першою Шірвата, наразі Валван включає у свою конструкцію контрфорси;

- Лонавала (завершена так само в 1916-му) висотою 15 метрів та довжиною 1544 метри, що перекрила долину правого витоку Індраяні та утворила сховище з площею поверхні 3,9 км2 і об'ємом 12 млн м3.

Сховища Шірвата та Валван пов'язали між собою каналом-тунелем довжиною 2 км (зокрема тунель 1,6 км), тоді як від Валван починається головний дериваційний тунель довжиною 7 км, що на своєму шляху приймає через коротке бічне відгалуження додатковий ресурс від греблі Лонавала. На західному схилі вододільного хребта тунель переходить у шість напірних водоводів довжиною по 1,35 км із діаметром 1 м.
Первісно основне обладнання станції, введеної в експлуатацію у 1915 році, становили шість гідроагрегатів потужністю по 8 МВт. Надалі їх замінили на три потужністю по 24 МВт, які при напорі у 515 метрів забезпечують виробництво 280 млн кВт·год електроенергії на рік.
Відпрацьована вода відводиться у річку Паталганга, яка впадає в естуарій річки Амба (також відомий як Dharamtar creek) за два десятки кілометрів на південь від Мумбаї.
Можливо відзначити, що станція Khopoli не єдина у Махараштрі, яка використовує деривацію між басейнами Бенгальської затоки та Аравійського моря — за подібною схемою працюють й інші ГЕС, наприклад Бхіра, Койна, Бхівпурі.